# شتيفان بيتروفيتش (لاعب كرة قدم)
شتيفان بيتروفيتش (بالألمانية: Stefan Petrovic)‏ هو لاعب كرة قدم نمساوي في مركز الوسط، ولد في 8 سبتمبر 1993 في النمسا. لعب مع نادي هرتا برلين.

## وصلات خارجية
- ستيفان بيتروفيتش (لاعب كرة قدم) على موقع قاعدة بيانات كرة القدم.إي يو (الإنجليزية)
- ستيفان بيتروفيتش (لاعب كرة قدم) على موقع عالم كرة القدم.نت (الإنجليزية)